# Villefranche-le-Château
Villefranche-le-Château är en kommun i departementet Drôme i regionen Auvergne-Rhône-Alpes i sydöstra Frankrike. Kommunen ligger i kantonen Séderon som tillhör arrondissementet Nyons. År 2022 hade Villefranche-le-Château 18 invånare.

## Befolkningsutveckling
Antalet invånare i kommunen Villefranche-le-Château
Referens:INSEE